# 大和村立西小学校落部分校
大和村立西小学校落部分校（やまとそんりつ にししょうがっこう　おちべぶんこう）は、かつて岐阜県郡上郡大和村（現・郡上市）に存在した公立小学校の分校。

## 概要
- 大和村立西小学校の分校であり、大和村大字落部（現・郡上市大和町落部）が校区であった。1965年時点の児童数は10名。
- 跡地は落部公民館となっている。

## 沿革
- 1875年（明治8年） - 落部村に島庭義校落部分教場が開校。
- 1886年（明治19年） - 独立し、落部簡易科小学校となる。
- 1897年（明治30年） - 
  - 名皿部村、有坂村、島村、落部村と合併し西川村が発足。
  - 島尋常小学校に統合され、島尋常小学校落部分教場となる。
- 1902年（明治35年） - 西川尋常高等小学校落部分教場に改称する。
- 1922年（大正11年） - 農業補習学校を付設する。
- 1941年（昭和16年）4月1日 - 西川国民学校落部分教場に改称する。
- 1943年（昭和18年） - 火災により全焼。後に再建。
- 1947年（昭和22年）4月1日 - 西川村立西川小学校落部分校に改称する。
- 1955年（昭和30年）3月28日 - 西川村、弥富村、山田村が合併し、大和村が発足。同時に大和村立西川小学校落部分校に改称する。
- 1956年（昭和31年）4月 - 大和村立西小学校落部分校に改称する。
- 1968年（昭和43年） - 校舎を新築する。
- 1974年（昭和49年）3月 - 廃校。